# Envoy to New Worlds
Corrupção nas Galáxias (edição portuguesa, Colecção Argonauta, nº 212) ou Século XXIX (edição brasileira, Coleção Urânia, nº 15 e Coleção FC nº 3) ou O Maquiavel da Galáxia (edição brasileira, Coleção Fantastic, nº 593), no original Envoy to New Worlds, foi o primeiro livro escrito por Keith Laumer da série de aventuras de Retief, o diplomata galático politicamente incorreto.

## Sinopse
Jame Retief é um diplomata do CDT - o Corpo Diplomático da Terra - numa Galáxia onde civilizações alienígenas estão constantemente colocando em cheque a influência e o poderio humanos. Mas, ao contrário dos seus colegas de profissão, Retief jamais acredita que a melhor solução para as pendengas diplomáticas esteja em seguir rigidamente o protocolo.
Mesmo resolvendo a contento todas as missões que lhe são (ou não) destinadas, e sem nunca levar o crédito pela solução, Retief invariavelmente acaba por atrair a ira dos seus superiores pelo uso de métodos "politicamente incorretos" - e quase sempre é punido com o rebaixamento na carreira diplomática.

### Conteúdo
O livro é composto por seis contos: "Protocolo", "Ordens Secretas", "Intercâmbio Cultural", "Aide Memoire", "Política" e "Revolução de Palácio".
- Protocolo: a delegação do CDT é vítima de uma série de ultrajes deliberados em sua visita ao planeta dos Yill; temendo ofender os nativos, com quem desejam assinar acordos comerciais, os terrestres suportam as ofensas calados - até que Retief resolve, literalmente, virar a mesa.
- Ordens Secretas: Adobe, um planeta desértico, é palco de escaramuças entre os colonos humanos e os alienígenas Jaq. Enviado para resolver a questão com ordens seladas, Retief chega à conclusão de que seus punhos são mais convincentes que qualquer relatório diplomático.
- Intercâmbio Cultural: Retief vê-se como chefe interino do D.I.S.P.A.R.A.T.E (Departamento de Instrução - Secção de Pessoal de Arquivos e Registros de Artes, Técnicas e Educação) e acaba desmascarando um plano intrincado para invadir o pacífico planeta Lovenbroy com o auxílio involuntário de outra agência governamental, a A.S.N.E.I.R.A. (Agência de Socorro Nacional - Empréstimos, Intercâmbios, Recuperações, Avaliações).
- "Aide Memoire": Retief descobre que os Fustianos - criaturas semelhantes a enormes tartarugas - estão à beira de um "choque de gerações". Mas alguns dos "jovens" (nenhum com menos de 75 anos de idade) talvez não sejam exatamente o que parecem ser.
- Política: Retief investiga o desaparecimento de uma nave de guerra no sistema Groaciano, dez anos atrás. Os nativos parecem inofensivos e obsequiosos, mas Retief está convencido de que há algo de errado no planeta.
- Revolução de Palácio: a Casta Nenni reina soberana no planeta Petreac, e o CDT a apóia. Todavia, uma revolução popular está em curso, e os terrestres foram marcados para morrer junto com os opressores.